# Bahnhof Essen-Bergeborbeck
Der Bahnhof Essen-Bergeborbeck ist ein Bahnhof an der Bahnstrecke Duisburg–Dortmund im Nordwesten Essens. Er wird heute im Personenverkehr von den Regionalbahnlinien 32 und 35 bedient.

## Geschichte
Der Bahnhof Berge-Borbeck wurde 1846 als erster auf heutigem Essener Stadtgebiet angelegt. Er lag an der Stammstrecke der Köln-Mindener Eisenbahn-Gesellschaft, die von Köln-Deutz und Duisburg nördlich an Essen vorbei nach Gelsenkirchen und Dortmund (und selbstverständlich weiter nach Minden) führte. Zur Zeit der boomenden Industrialisierung im Ruhrgebiet im 19. Jahrhundert diente der Bahnhof dem Abtransport von Steinkohle aus den umliegenden Zechen, insbesondere der Zechen Carolus Magnus, Wolfsbank, Vereinigte Sälzer & Neuack und Amalie. In den Anfangsjahren erfolgte der Antransport der Kohle meist per Pferdeeisenbahn. 1852 wurde das nahe Eisenwerk Phoenixhütte direkt angeschlossen. Der Personenverkehr wurde am 15. Mai 1847 am damals Berge-Borbeck genannten Bahnhof durch die Köln-Mindener Eisenbahn-Gesellschaft aufgenommen.
Ein erstes Fachwerk-Empfangsgebäude wurde 1847 errichtet. Der Nachfolgebau und zusätzlich ein Lokschuppen stammt von 1851. 1868 wurde in östlicher Richtung die vorhandene Zechenbahn nach Essen-Nord für den öffentlichen Verkehr ausgebaut, bis 1950 verkehrten hier Güterzüge. Danach war diese Strecke noch als Krupp-Werksbahn in Betrieb, zwischen 1962 und 1969 wurde sie abgebaut.
Mitte der 1860er-Jahre war der Bahnhof erweitert worden, worauf 1871 auch die Vergrößerung des Bahnhofsgebäudes folgte. Drei Jahre später gab es erneut bauliche Veränderungen. Die Borbecker Gas-Aktiengesellschaft nahm 1879 eine Gasleitung mit 200 Flammen zur Beleuchtung des Bahnhofs in Betrieb. Zwischenzeitlich gab es eine kleine Lokomotivstation für einige Tenderlokomotiven, wie die Preußische T 5.1, T 9.3 und T 11, sowie bis 1938 eine Bahnhofsschlosserei.
1885 wurde ein drittes Gleis für den Güterverkehr zwischen Frintrop und Altenessen in Betrieb genommen.
1913 wurde in westlicher Richtung eine Güterstrecke nach Essen-Horl eröffnet, die 1963 elektrifiziert wurde. 2004 wurde diese Strecke stillgelegt.
1914 fand eine Umbenennung des Bahnhofs in die Schreibweise Bergeborbeck statt. Nachdem Bergeborbeck 1915 zur Stadt Essen eingemeindet worden war, erfolgte 1925 die bisher letzte Namensänderung in Essen-Bergeborbeck.

## Heutige Lage und Aufbau

Mittelbahnsteig

Der Bahnhof Bergeborbeck liegt im Emschertal im heutigen Essener Stadtteil Bochold und damit südlich des namensgebenden Stadtteiles Bergeborbeck.
Mit dem heutigen Backsteinbau war um 1960 ein neues Stationsgebäude fertiggestellt worden. Durch eine Unterführung ist der Mittelbahnsteig mit seinen beiden Gleisen über Treppen zu erreichen, der Zugang ist jedoch nicht barrierefrei.
Das direkt am Bahnhofsgebäude gelegene Gleis befindet sich wie sämtliche Gleise für den Güterverkehr an einer langen Ladestraße.
Bedingt durch die Nähe des Bahnhofes zum Stadion von Rot-Weiss Essen gab es in der Vergangenheit immer wieder Probleme mit an- und abreisenden Gästefans. Seit einigen Jahren werden diese deswegen mit Bussen an anderen Essener Bahnhöfen abgeholt und wieder hin gebracht.
Ab 2012 stand das Empfangsgebäude als eines von 31 Bahnhöfen in Nordrhein-Westfalen und als einziges auf Essener Stadtgebiet zum Verkauf. Zweck des Erwerbs durch die Stadt, ihre Töchter oder Partnerunternehmen ist die Sanierung der baulichen Substanz.

### Bedienung
In Essen-Bergeborbeck hielt zwischen 1991 und 2019 die S-Bahn-Linie S2. Zuvor wurde die Station vom DB-Nahverkehr bedient. Seit Dezember 2019 bedienen ausschließlich die Regionalbahnlinien RB 32 und RB 35 den Haltepunkt. Es besteht Umsteigemöglichkeit zu den Straßenbahnlinien 101 und 106 sowie zu den Buslinien 196 und NE 14 der Ruhrbahn.
| Linie   | Linienverlauf | Takt (Mo–Fr) |
| ------- | --- | ------------ |
| RB 32   | Rhein-Emscher-Bahn: Duisburg Hbf – Oberhausen Hbf – Essen-Dellwig – Essen-Bergeborbeck – Essen-Altenessen – Essen Zollverein Nord – Gelsenkirchen Hbf – Wanne-Eickel Hbf – Herne – Castrop-Rauxel Hbf – Dortmund-Mengede – Dortmund Hbf Stand: Fahrplanwechsel Dezember 2021 | 60 min       |
| RB 35   | Emscher-Niederrhein-Bahn: Gelsenkirchen Hbf – Essen Zollverein Nord – Essen-Altenessen – Essen-Bergeborbeck – Essen-Dellwig – Oberhausen Hbf – Duisburg Hbf – Duisburg-Hochfeld Süd – Rheinhausen Ost – Rheinhausen – Krefeld-Hohenbudberg Chempark – Krefeld-Uerdingen – Krefeld-Linn – Krefeld-Oppum – Krefeld Hbf – Forsthaus – Anrath – Viersen – Mönchengladbach Hbf Stand: Fahrplanwechsel Dezember 2021                                                           | 60 min       |
| 101 106 | Borbeck Germaniaplatz – Bergeborbeck Leimgartsfeld – Bergeborbeck Bf – Helenenstraße – U Berliner Platz – U Rheinischer Platz – U Rathaus Essen – U Essen Hbf – Rüttenscheider Stern – Holsterhauser Platz – Hobeisenbrücke – Alfred-Krupp-Schule – Essen West – Helenenstraße Die Linie 101 verkehrt Borbeck → Helenenstraße → Hauptbahnhof → Rüttenscheid → Helenenstraße Die Linie 106 verkehrt Helenenstraße → Rüttenscheid → Hauptbahnhof → Helenenstraße → Borbeck | 10 min       |
| 196     | Bergeborbeck Hornbach – Hafenverwaltung – Vogelheim – Bergeborbeck Bf – Gewebepark M1 – Universität Essen – Berliner Platz – Rathaus Essen – Essen Hbf – Bismarckplatz – Alfred-Krupp-Schule – Frohnhausen, Wickenburgstraße – Betriebshof Schweriner Straße | 20 min       |
| NE12    | Essen Hbf – Goldschmidtstr. – Rathaus Essen – Berliner Platz – Helenenstraße – Bergeborbeck Bf – Borbeck Germaniaplatz – Gerschede – Essen-Dellwig – Gerschede – Borbeck Bf | 60 min       |
| NE14    | Bergeborbeck Bf – Altendorf, Helenenstraße – Bockmühle – Frohnhauser Platz – Alfred-Krupp-Schule – Holsterhauser Platz – Rüttenscheid, Martinstraße – Huttropstraße – Steele – Kray Süd Bf – Kray Mitte – Kray Nord Bf | 60 min       |